# Península de Troia
La Península de Troia es una restinga arenosa con más de 25 km de longitud y 0,5 a 1,5 km de anchura, en el litoral de la freguesia de Carvalhal, en el municipio de Grândola, entre el océano Atlántico (al oeste) y el estuario del río Sado (al este). La península se formó en los últimos  5000 años del sur hacia norte, desde la Compuerta hasta Tróia frente a la ciudad de Setúbal. Se encuentra en la subregión del Área Metropolitana de Lisboa. 
En la parte norte de la península pueden visitarse las ruinas romanas de Troia, un vasto complejo de salazón de pescado que se mantuvo en funcionamiento entre el siglo I y el siglo VI. En las últimas décadas del siglo XX se construyeron en Troia varios negocios turísticos, como el Soltroia y el Troiaresort. Dos terminales fluviales aseguran la conexión más corta con la ciudad de Setúbal: Caes Sur (ferries) y Punta del Adoxe (catamarán).
El paisaje litoral se caracteriza por una costa baja con una continua playa arenosa constituida por sedimentos rojizos de escarpas arenosas recientes.

## Principales atracciones
La península de Troia está repleta de atracciones que merecen ser visitadas. Se encuentra un casino, diversos hoteles, algunos restaurantes y playas de arena blanca. Adicionalmente, en la península de Troia se encuentran las ruinas romanas y el Puerto Palafítico de la Carrasqueira.

### Playas en Troia
Las playas en Troia son un sitio considerablemente frecuentado durante los meses de verano, especialmente los  fines de semana. En estas playas existe un pasadizo que las conecta con las áreas de la marina, protegiendo la vulnerabilidad de las dunas.

### Marina de Troia
La Marina de Troia permite entrar a bordo de un barco y navegar en el espectacular mar, mientras observa los delfines y la belleza natural de esta área. 

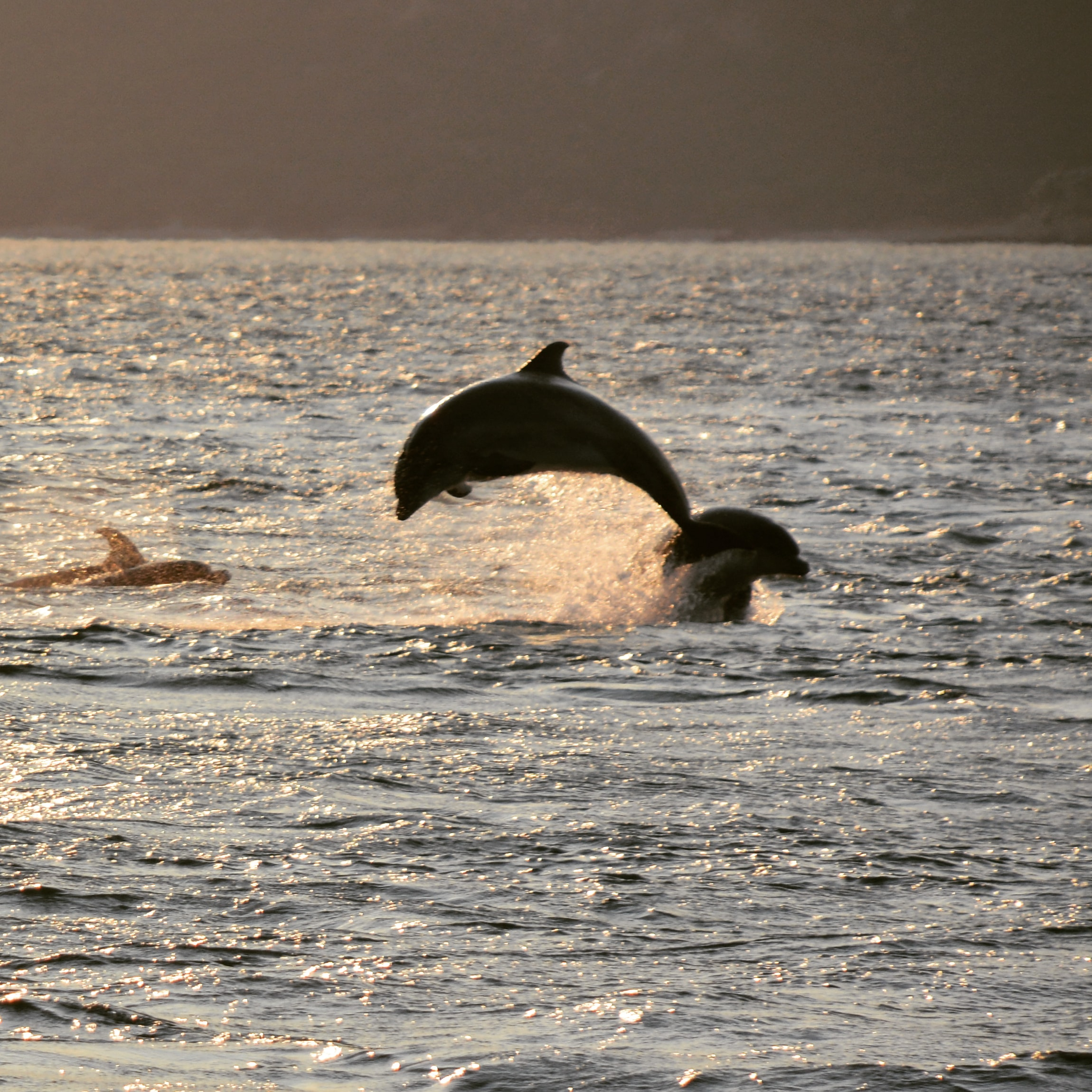
Delfines en la bahía de Setúbal

### Ruinas romanas
Las ruinas romanas de Troia estuvieron habitadas hasta al siglo VI. En este lugar los pobladores sacaban partido a la abundancia de peces y sal. A día de hoy es posible observar las ruinas de los baños termales que tenían zonas para baños calientes y fríos, las casas con dos pisos y el cementerio con varios tipos de sepulturas.

### Puerto palafítico

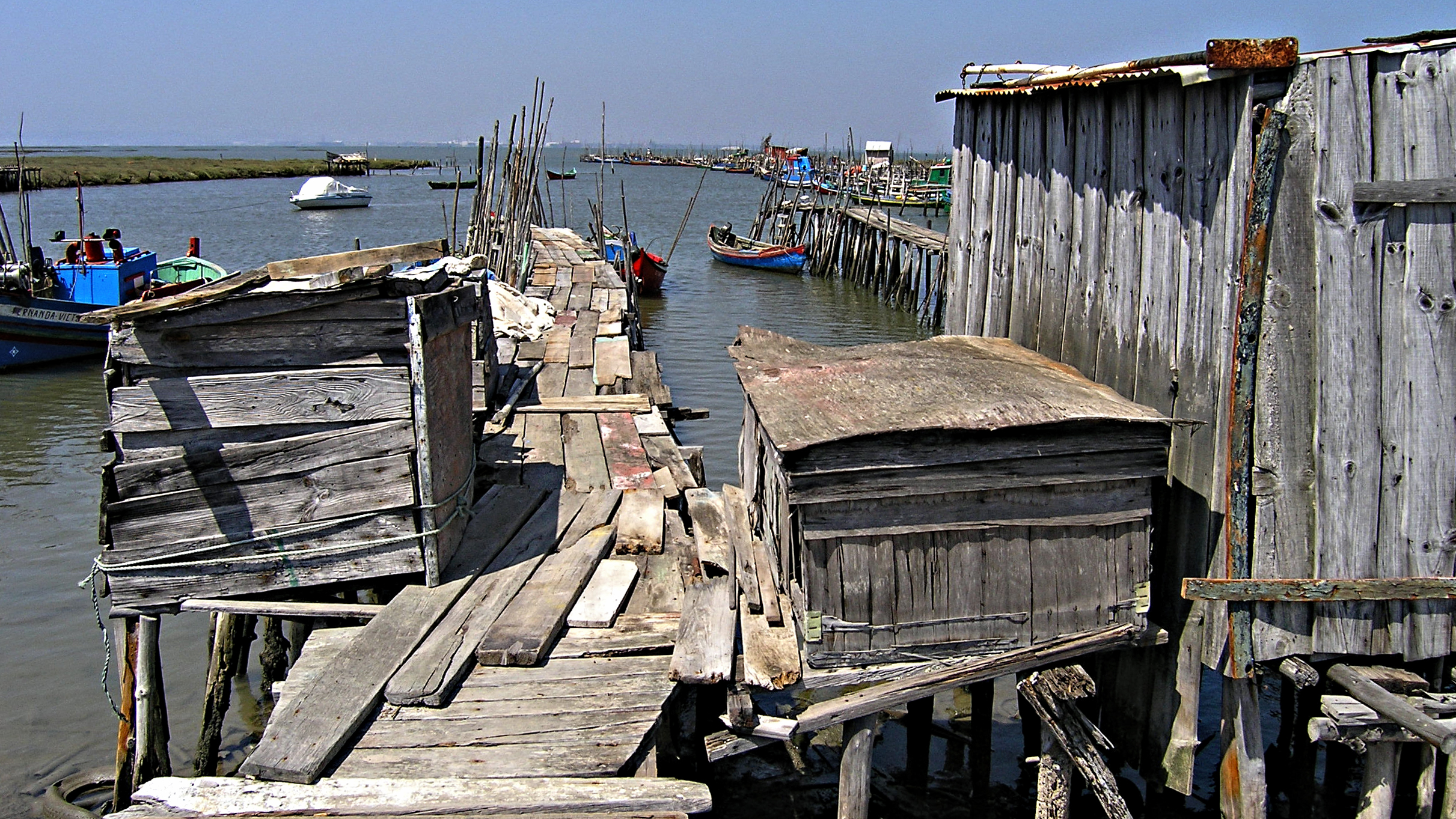
Puerto palafítico de la Carrasqueira

El Puerto Palafítico es un sitio único que fue construido el siglo XX. Asentado en pilares de madera que están enterrados en el barro, este puerto parece serpentear desde el margen hasta al interior del río.